# Juan Sebastián Chamorro
Juan Sebastián Chamorro García (né en 1966 à Managua) est un économiste, homme d'affaires et homme politique nicaraguayen. Il est pré-candidat à la présidence lors des Élections générales nicaraguayennes de 2021. Il est libéré le 9 février 2023, retrouvant sa femme et sa fille.

## Biographie
Son père est le journaliste Xavier Chamorro Cardenal, qui a fondé le journal El Nuevo Diario en 1980, dans le cadre des conséquences du meurtre de son frère Pedro Joaquín Chamorro Cardenal en 1978, un événement largement considéré comme un tournant dans le renforcement du soutien à la révolution sandiniste et son succès dans le renversement de la dictature d'Anastasio Somoza l'année suivante. En 1990, la veuve de Pedro Joaquín, Violeta Barrios de Chamorro, s'est présentée avec succès comme candidate conservateur à la présidence à la tête de la coalition électorale Opposition Union nationale (UNO) et a vaincu le sandiniste Daniel Ortega. 
Il a fréquenté l'Université de San Francisco et a obtenu un diplôme magna cum laude avec un diplôme en économie. Il a obtenu une maîtrise en économie avec une majeure en politique sociale de l'université de Georgetown, puis un doctorat en économie de l'université du Wisconsin à Madison, spécialisé en économétrie. Sa thèse a examiné les droits de propriété et leur impact sur l'économie nicaraguayenne.

## Parcours politique
De 2002 à 2006, Chamorro a occupé différents postes dans l'administration du président Enrique Bolaños : directeur général du nicaraguayen Millennium Challenge Account ; Vice-ministre des Finances et du Crédit public ; secrétaire technique de la Présidence de la République et coordinateur du Système National d'Investissement Public. Chamorro est directeur exécutif du think tank FUNIDES économique et a représenté le secteur des entreprises lors du Dialogue national de 2018, en tant que chef de l'Alliance civique pour la justice et la démocratie (ACJD) en opposition au gouvernement du président Daniel Ortega. L'ACJD est née des manifestations et de la répression gouvernementale sanglante qui a suivi à partir d'avril 2018. En janvier 2021, Chamorro a quitté ses fonctions de directeur de l'ACJD pour se concentrer sur la politique électorale (les statuts du groupe, qui n'est pas un parti politique, stipulent que le directeur doit démissionner s'il est impliqué dans une campagne électorale).
Il a appelé à une réforme électorale avant les élections de 2021. Il a préconisé d'augmenter le pourcentage requis pour gagner sans passer par un second tour, affirmant que le président sortant Ortega, qui brigue un cinquième mandat, a bénéficié de n'avoir besoin que de 35 % des voix dans un course multipartite pour assurer une victoire.